# Kathrin Baumstark
Kathrin Baumstark (* 1983 in Filderstadt) ist eine deutsche Kunsthistorikerin und Religionswissenschaftlerin und seit 2022 Direktorin des Bucerius Kunst Forums.

## Leben
Kathrin Baumstark studierte Kunstgeschichte, Religionswissenschaft und Neuere Deutsche Literatur an der Ludwig-Maximilians-Universität München. Nach ihrem Abschluss mit der Magisterarbeit zum Thema „Der veränderte Werkbegriff in der bildenden Kunst am Modell des Studio Olafur Eliasson“ wurde sie 2011 wissenschaftliche Mitarbeiterin und Dozentin am Interfakultären Studiengang Religionswissenschaft der LMU. 2015 promovierte sie  in den Fächern Religionswissenschaft und Kunstgeschichte mit dem Titel „Der Tod und das Mädchen. Erotik, Sexualität und Sterben im deutschsprachigen Raum zwischen Spätmittelalter und früher Neuzeit“. Sie ist seit 2016 Kuratorin des Bucerius Kunst Forums in Hamburg, im Juni 2019 übernahm Kathrin Baumstark die künstlerische Leitung des Ausstellungshauses. Seit Mai 2022 ist sie Direktorin des Hamburger Ausstellungshauses und bildete ab diesem Zeitpunkt gemeinsam mit Andreas Hoffmann das Leitungsteam. Seit Mai 2023 steht das Hamburger Ausstellungshaus unter der alleinigen Leitung von Kathrin Baumstark. Am Bucerius Kunst Forum kuratierte sie von 2016 bis 2019 die Ausstellungen „Max Pechstein. Künstler der Moderne“, „Karl Schmidt-Rottluff. Expressiv, magisch, fremd“ und „Welt im Umbruch. Kunst der 20er Jahre“ sowie die Eröffnungsausstellung des neueröffneten Hauses am Alten Wall „Here We Are Today. Das Bild der Welt in Foto- & Videokunst“. Ab 2019 verantwortete sie als künstlerische Leiterin, ab Mai 2023 als Direktorin die Ausstellungen „Amerika! Disney, Rockwell, Pollock, Warhol“, „David Hockney. Die Tate zu Gast“, „Georges Braque. Tanz der Formen“, „Moderne Zeiten. Industrie im Blick von Malerei und Fotografie“, „Nolde und der Norden“, „Minimal Art. Körper im Raum“, „Herbert List. Das magische Auge“ und „Gabriele Münter. Menschenbilder“, „Lee Miller. Fotografin zwischen Krieg und Glamour“, „Watch! Watch! Watch! Henri Cartier-Bresson“.

## Ausstellungen als Kuratorin / Co-Kuratorin
- Venedig. Stadt der Künstler, Bucerius Kunst Forum, 1. Oktober 2016 – 15. Januar 2017
- Paula Modersohn-Becker. Der Weg in die Moderne, Bucerius Kunst Forum, 4. Februar 2017 – 1. Mai 2017
- Max Pechstein. Künstler der Moderne, Bucerius Kunst Forum, 20. Mai 2017 – 3. September 2017
- Karl Schmidt-Rottluff. Expressiv, magisch, fremd, Bucerius Kunst Forum, 27. Januar 2018 – 21. Mai 2018
- Welt im Umbruch. Kunst der 20er Jahre, Bucerius Kunst Forum, 9. Februar 2019 – 19. Mai 2019
- Here We Are Today. Das Bild der Welt in Foto- & Videokunst, Bucerius Kunst Forum, 7. Juni 2019 – 29. September 2019
- Amerika! Disney, Rockwell, Pollock, Warhol, Bucerius Kunst Forum, 19. Oktober 2019 – 12. Januar 2020
- David Hockney. Die Tate zu Gast, Bucerius Kunst Forum, 1. Februar 2020 – 13. September 2020
- Georges Braque. Tanz der Formen, Bucerius Kunst Forum, 10. Oktober 2020 – 30. April 2021
- Moderne Zeiten. Industrie im Blick von Malerei und Fotografie, Bucerius Kunst Forum, 26. Juni – 26. September 2021
- Nolde und der Norden, Bucerius Kunst Forum, 16. Oktober 2021 – 23. Januar 2022
- Minimal Art. Körper im Raum, Bucerius Kunst Forum, 12. Februar – 24. April 2022
- Herbert List. Das magische Auge, Bucerius Kunst Forum, 14. Mai – 11. September 2022
- Gabriele Münter. Menschenbilder, Bucerius Kunst Forum, 11. Februar – 21. Mai 2023
- Lee Miller. Fotografin zwischen Krieg und Glamour, Bucerius Kunst Forum, 10. Juni – 24. September 2023
- Watch! Watch! Watch! Henri Cartier-Bresson, Bucerius Kunst Forum, 15. Juni – 22. September 2024

## Publikationen
- K. Baumstark und Ulrich Pohlmann (Hrsg.): Watch! Watch! Watch! Henri Cartier-Bresson, Auss.-Kat. Bucerius Kunst Forum, Hamburg 2024
- K. Baumstark (Hrsg.): Lee Miller. Fotografin zwischen Krieg und Glamour, Auss.-Kat. Bucerius Kunst Forum, Hamburg 2023
- K. Baumstark (Hrsg.): Gabriele Münter. Menschenbilder, Auss.-Kat. Bucerius Kunst Forum, Hamburg 2023
- Bucerius Kunst Forum, Herbert List Estate und Münchner Stadtmuseum (Hrsg.): Herbert List. Das magische Auge, Auss.-Kat. Bucerius Kunst Forum, Hamburg 2022 ISBN 978-3-7774-4063-7
- K. Baumstark und A. Hoffmann (Hrsg.): Minimal Art. Körper im Raum, Auss.-Kat. Bucerius Kunst Forum, Hamburg 2022 ISBN 978-3-7774-3906-8
- Bucerius Kunst Forum und Nolde Stiftung Seebüll (Hrsg.): Nolde und der Norden, Auss.-Kat. Bucerius Kunst Forum, Hamburg 2021/22 ISBN 978-3-7774-3798-9
- K. Baumstark, A. Hoffmann und U. Pohlmann (Hrsg.): Moderne Zeiten. Industrie im Blick von Malerei und Fotografie, Auss.-Kat. Bucerius Kunst Forum, Hamburg 2021 ISBN 978-3-7774-3799-6
- K. Baumstark, A. Hoffmann und B. Leal (Hrsg.): Georges Braque. Tanz der Formen, Auss.-Kat. Bucerius Kunst Forum, Hamburg 2020 ISBN 978-3-7774-3576-3
- K. Baumstark (Hrsg.): David Hockney. Die Tate zu Gast, Auss.-Kat. Bucerius Kunst Forum, Hamburg 2020 ISBN 978-3-7774-3537-4
- K. Baumstark (Hrsg.): Amerika! Disney, Rockwell, Pollock, Warhol, Auss.-Kat. Bucerius Kunst Forum, Hamburg 2019/2020 ISBN 978-3-7774-3487-2
- K. Baumstark, A. Hoffmann, F.W. Kaiser, B. Maaz (Hrsg.): Here We Are Today. Das Bild der Welt in Foto- & Videokunst, Auss.-Kat. Bucerius Kunst Forum, Hamburg 2019 ISBN 978-3-7774-3228-1
- K. Baumstark, A. Hoffmann, F.W. Kaiser, U. Pohlmann (Hrsg.): Welt im Umbruch. Kunst der 20er Jahre, Auss.-Kat. Bucerius Kunst Forum, Hamburg 2018 ISBN 978-3-7774-3227-4
- K. Baumstark, F.W. Kaiser, M. Moeller, C. Remm (Hrsg.): Karl Schmidt-Rottluff. Expressiv, magisch, fremd, Auss.-Kat. Bucerius Kunst Forum, Hamburg 2018 ISBN 978-3-7774-3013-3
- K. Baumstark, F.W. Kaiser (Hrsg.): Die Geburt des Kunstmarktes. Rembrandt, Ruisdael, van Goyen und die Künstler des Goldenen Zeitalters, Auss.-Kat. Bucerius Kunst Forum, Hamburg 2017 ISBN 978-3-7774-2907-6
- K. Baumstark, F.W. Kaiser, M. Moeller (Hrsg.): Max Pechstein. Künstler der Moderne, Auss.-Kat. Bucerius Kunst Forum, Hamburg 2017 ISBN 978-3-7774-2752-2
- K. Baumstark, U.M. Schneede (Hrsg.): Paula Modersohn-Becker. Der Weg in die Moderne, Auss.-Kat. Bucerius Kunst Forum, Hamburg 2017 ISBN 978-3-7774-2749-2
- K. Baumstark, F.W. Kaiser (Hrsg.): Venedig. Stadt der Künstler, Auss.-Kat. Bucerius Kunst Forum Hamburg, Hamburg 2016 ISBN 978-3-7774-2607-5
- K. Baumstark: Entscheidungen – Tugenden und Laster, in F.W. Kaiser, M. Philipp (Hrsg.): Verkehrte Welt. Das Jahrhundert von Hieronymus Bosch, Auss.-Kat. Bucerius Kunst Forum Hamburg 2016 ISBN 978-3-7774-2566-5
- K. Baumstark (Hrsg.): Der Tod und das Mädchen. Erotik, Sexualität und Sterben im deutschsprachigen Raum zwischen Spätmittelalter und Früher Neuzeit, Berlin u. a. 2015 ISBN 978-3-643-13182-9
- K. Baumstark: Imagination des Nichtwissens: Zur Hubble Space Imagery und den Figurationen des schönen Universums zwischen Wissenschaft, Kunst und Religion, in A. Wilke, L. Traut (Hrsg.): Religion – Imagination – Ästhetik: Vorstellungs- und Sinnwelten in Religion und Kultur, Göttingen 2014, ISBN 978-3-525-54031-2
- K. Baumstark (Hrsg.): Olafur Eliasson und der neue Werkbegriff in der bildenden Kunst, Saarbrücken 2011 ISBN 978-3-639-33152-3